# Echinocereus brandegeei
Echinocereus brandegeei là một loài thực vật có hoa trong họ Cactaceae. Loài này được (J.M.Coult.) Schelle mô tả khoa học đầu tiên năm 1906.

## Hình ảnh

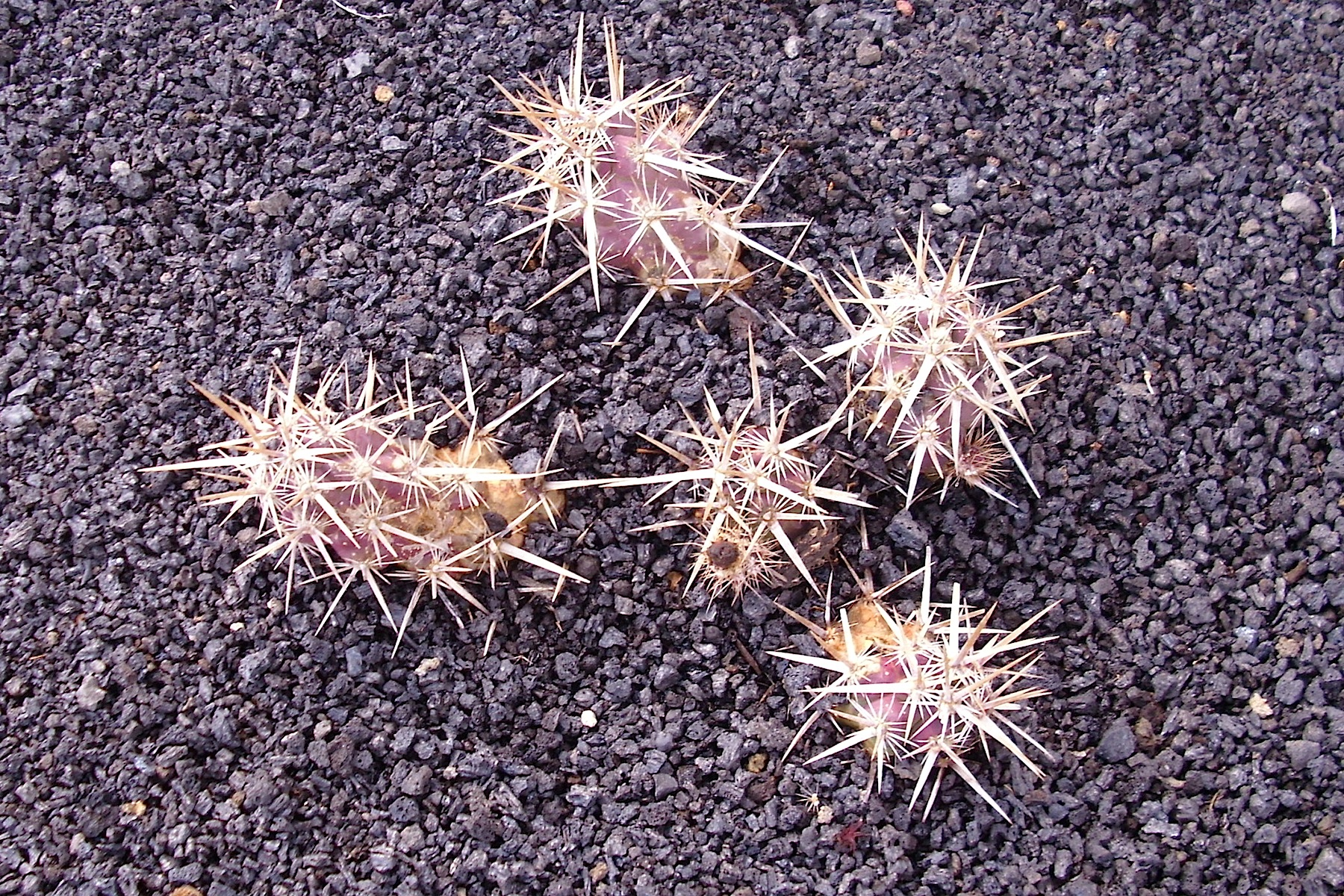